# Мале Медло
Мале Медло́ (рос. Малое Медло) — присілок в Кезькому районі Удмуртії, Росія.
Населення — 45 осіб (2010; 89 в 2002).
Національний склад станом на 2002 рік:
- удмурти — 89 %

Урбаноніми:
- вулиці — Московська, Центральна